# Groovy (programspråk)
Groovy är ett objektorienterat dynamiskt programspråk. Program skrivna i Groovy körs i en virtuell maskin för Java. Språkets dynamiska natur innebär att kompilering till bytekod görs i samband med körning i den virtuella maskinen.